# Podglądacz (powieść)
Podglądacz (franc. Le voyeur) – powieść francuskiego pisarza Alaina Robbe-Grilleta, wydana po raz pierwszy w 1955, należąca do kierunku nouveau roman (nowa powieść). Polskie tłumaczenie Lody Kałuskiej-Hołuj wydało w 1996 wydawnictwo Verum.
Podglądacz jest jednym z prekursorów nowej powieści francuskiej; powstał dwa lata przed najbardziej znanym przedstawicielem tego gatunku, Żaluzją. Jeśli chodzi o przynależność do najprostszych kategorii, to Podglądacza można uznać za powieść kryminalną, jednak poza cechami tego gatunku powieść charakteryzują: eksperymenty z czasem powieściowym, przeplatanie się świata wyobrażeń z wydarzeniami realnymi i zdarzeń, które miały miejsce, z tymi, które są tylko prawdopodobne oraz precyzyjny, nowatorski język narracji.

## Fabuła
Akcja powieści rozgrywa się na małej wyspie o dość surowym klimacie, którą zamieszkują małe skupiska ludności o lokalnym kolorycie. Małomiasteczkowy spokój zostaje zburzony przez pojawienie się na wyspie komiwojażera – sprzedawcy zegarków. To na nim skupia się uwaga czytelnika, kiedy wykonuje szereg codziennych, prozaicznych czynności, przygotowując się do sprzedania jak największej ilości artykułów. Obyczajowo-społeczne oblicze powieści mąci jednak morderstwo 13-letniej dziewczynki o imieniu Żaklina (lub Violetta – w wyobraźni protagonisty), najprawdopodobniej na tle seksualnym. Mimo że narrator pozwala podejrzewać o zabójstwo głównego bohatera w osobie domokrążcy, to jednak do końca nie zostają poznane wszystkie okoliczności zbrodni oraz motywacje. Tym samym autor odcina się od tradycyjnego psychologizmu wcześniejszych (historycznie) podgatunków powieściowych.